# Čas (mluvnice)
Čas (tempus) v lingvistice znamená určitý tvar slovesa vyjadřující časové období, ve kterém daný děj probíhal/probíhá/bude probíhat. Většina časů je ohraničena současností. Řadí se mezi gramatické slovesné kategorie spolu s osobou, číslem, způsobem, rodem, videm, třídou a vzorem.
V různých jazycích se mohou časy rozlišovat na aktuální (minulý, přítomný, budoucí) a relativní (např. předminulý, předpřítomný, předbudoucí), které slouží k vyjádření předčasnosti či následnosti dějů.
Mohou se též rozlišovat časy z hlediska probíhání nebo opakování děje, stavu a podobně.

## V češtině
V češtině se používají pouze aktuální časy:
- Minulý čas (préteritum) – tvoří se pomocí příčestí minulého a přítomných tvarů slovesa být (ve 3. osobě odpadají).

např. dělal jsem, dělal jsi, dělal; dělali jsme, dělali jste, dělali
Příčestí minulé rozlišuje tvary podle rodu podmětu (dělal, dělala, dělalo; dělali, dělaly, dělala). Tvoří se přidání „elové“ koncovky k minulému kmeni.
- Přítomný čas (prézens) se v češtině používá pouze u nedokonavých sloves. Tvoří se přidáním osobních koncovek k přítomnému kmeni.

např. dělám, děláš, dělá; děláme, děláte, dělají
- Budoucí čas (futurum) – tvoří se dvojím způsobem:
  - U dokonavých sloves tvar přítomného času vyjadřuje budoucnost (např. udělám).
  - U nedokonavých sloves pomocí budoucích tvarů slovesa být a infinitivu.

např. budu dělat, budeš dělat, bude dělat; budeme dělat, budete dělat, budou dělat
Nepravidelný tvar futura se vyskytuje u slovesa být. Z dvouslovných pravidelných tvarů typu budu být se vynechává infinitiv, tedy jen budu. V méně formálních výpovědích se objevuje po předponě vedle kořene bud i kořen byd (přibyde versus přibude). Dále se u některých nedokonavých sloves tvoří futurum gramatickou předponou po/pů, aniž by se tím však měnil vid slovesa. Až na vzácné výjimky (pokvete) se jedná o slovesa vyjadřující pohyb (popluje, poteče, půjde, poletí).
Relativnost (předčasnost a následnost dějů) se v češtině vyjadřuje pomocí přechodníků, nadále zejména pomocí větných vazeb a slovesného vidu.
V některých případech dochází k posunům v čase (temporálním transpozicím). Jsou to zejména tyto případy:
- Budoucí čas se vyjádří přítomným časem: Zítra jedu do Prahy.
- Minulý čas se vyjádří přítomným časem (tzv. prézens zpřítomňovací). Toho se užívá zejména ve vyprávěních ve snaze dodat příběhu aktuálnosti: Viděl jsem v lese někoho, jak zapaluje (nedok.) / zapálí (dok.) houští.
- Budoucí čas vyjadřuje nejistotu: To bude asi pravda.
- Přítomný čas vyjadřuje mimočasové děje (prézens gnómický). Užívá se:
  - v příslovích: Kdo jinému jámu kopá, sám do ní padá.
  - ve rčeních: Jako když hrách na stěnu hází.
  - v anekdotách: Jdou dvě nuly po poušti a v dálce vidí nekonečno...
  - někdy i v jiných souvislostech: Petr nekouří (= je nekuřák).

## V jiných jazycích

### Slovanské jazyky
V ostatních slovanských jazycích se používá stejný systém časů jako v češtině.
V ruštině chybějí přítomné tvary pomocného slovesa být, nepoužívají se tedy ani při tvoření minulého času, minulý čas se tvoří pomocí samotného příčestí minulého (př. я был, [ja byl] – byl jsem). V ruštině je závazné použití osobních zájmen v podmětu.
V jihoslovanských jazycích je v minulém čase zachován tvar pomocného slovesa být i ve 3. osobě.
V bulharštině se zachoval původní praslovanský systém čtyř minulých časů. Dva z nich jsou jednoduché a tvoří se koncovkami: aorist (minulý čas skončený) a imperfektum (minulý čas neskončený). Dále se používají dva časy relativní, které se tvoří pomocí slovesa být (perfektum – přítomný čas, plusquamperfektum – minulý čas slovesa být) a příčestím minulým, které se podobá českému minulému času: perfektum (minulý čas neurčitý neboli předpřítomný čas) a plusquamperfektum (předminulý čas). Budoucí čas se tvoří pomocí částice ще [šte] a přítomného tvaru slovesa, a to jak u dokonavých, tak i nedokonavých sloves (př. ще чакам [šte čakam] – budu čekat, ще почакам [šte počakam] – počkám). Dále bulharština používá předbudoucí čas, který tvoří částice ще [šte], přítomný čas slovesa být a příčestí minulé významového slovesa (od kterého se tvoří i čas předpřítomný a předminulý). Pro vyjádření budoucnosti v minulosti bulharština používá částici "щях" [štjach] (která se na rozdíl od "ще" časuje) a za ní následuje sloveso v přítomném čase. Bulharština ještě rozlišuje předbudoucnost v minulosti, kterou tvoří se "щях", částicí "да" [da], slovesem být v přítomném čase a příčestím minulým významového slovesa. Bulharšina tedy využívá devět časů. V prapůvodní gramatice byl budoucí čas rozdělen na skončený a neskončený. Tento gramatický jev se ale nepoužíval, a tak bylo schváleno časů pouze devět.
V polštině se zkrácené tvary pomocného slovesa být připojují ke slovesu nebo jinému slovu (např. byłem – byl jsem, byłeś – byl jsi, byls).

### Angličtina
Angličtina má šest základních časů, z nichž každý má dvě formy – jednoduchou (neprůběhovou – simple) a průběhovou (progressive). Z jednoduchých časů jsou pouze dva morfologické – minulý (preteritum – past) a přítomný (prezens – present); budoucí čas (future) využívá pomocné sloveso shall/will. Podobný systém časů je i v ostatních germánských jazycích.
Tři perfektní časy lze považovat za relativní[zdroj?] – předminulý (plusquamperfektum – past perfect), předpřítomný (perfektum – present perfect) a předbudoucí (future perfect) – slouží k vyjádření předčasnosti či následnosti dějů; lze jimi také vyjádřit ukončenost dějů. Tvoří se pomocí požadovaného času slovesa have a minulého příčestí (past participle) významového slovesa. Průběhové tvary se tvoří pomocí tvaru slovesa be a přítomného příčestí (present participle – tvar zakončený na -ing):
|              | neprůběhový         | průběhový                 |
| ------------ | ------------------- | ------------------------- |
| přítomný     | I work.             | I am working.             |
| předpřítomný | I have worked.      | I have been working.      |
| minulý       | I worked.           | I was working.            |
| předminulý   | I had worked.       | I had been working.       |
| budoucí      | I will work.        | I will be working.        |
| předbudoucí  | I will have worked. | I will have been working. |

Vedle toho se v angličtině vyskytují i další konstrukce: budoucí čas lze vyjádřit konstrukcí be going to + infinitiv; opakovaný děj v minulosti pomocí used to + infinitiv.
Příklad použití perfektních časů:
I had done (předminulý) it before he came (minulý). – Udělal jsem to (= měl jsem to udělané) dříve, než přišel.
I have never eaten (předpřítomný) a mango before. – Nikdy předtím jsem mango nejedl.
I expect he will have changed (předbudoucí) his mind by tomorrow. – Očekávám, že si to do zítřka rozmyslí (že do zítřka změní názor).

#### Ukázky použití časů
1. Přítomný čas (present tense): He speaks English. = Mluví anglicky. (obvykle, umí to). He is speaking English. = Mluví anglicky. (teď)
V záporu a otázce se užívá pomocné sloveso "do": He does not understand. = Nerozumí. Do girls wear sweatshirts? = Nosí dívky mikiny?
2. Předpřítomný čas (present perfect): She has called him. = Zavolala mu. Tom has been learning Hungarian since September. = Tom se od září učí maďarštinu.
3. Minulý čas (simple past tense): They arrived yesterday. = Přijeli včera. It was raining all day. = Pršelo celý den.
V otázce a v záporu se užívá pomocné sloveso „do“ v minulém čase: You did not see me last time. = Posledně jsi mě neviděl. Did anybody ask about the weather? Ptal se někdo na počasí?
Poznámka: Konstrukce typu „We used to travel a lot. = Hodně jsme cestovali“ a „She would get up at 8 at weekends. = O víkendech vstávala v 8.“ vyjadřují minulé zvyklosti, nejedná se však o gramatický minulý čas.
4. Předminulý čas (past perfect): I had eaten such meal before. = Už jsem předtím takové jídlo jedl. They had been driving for several hours before they decided for this hotel. = Jezdili několik hodin, než se rozhodli pro tento hotel.
5. Budoucí čas (future tense): They will wait. = Budou čekat. They will be waiting for an hour. = Budou čekat hodinu.
Poznámka: Konstrukce typu "They are going to wait there. = Budou tam čekat" rovněž vyjadřuje budoucnost, nejedná se však o gramatický budoucí čas.
6. Předbudoucí čas (future perfect): We will have finished the work by Christmas. = Tu práci skončíme do Vánoc. Tomorrow, I will have been working here for 10 years. = Zítra tomu bude 10 let, co zde pracuji.

### Němčina
Němčina má celkem šest slovesných časů: přítomný, budoucí čas I., budoucí čas II., perfektum, préteritum a plusquamperfektum.
1. Přítommý čas: Er wohnt hier. = Bydlí zde.
2. Budoucí čas I: (werden + infinitiv): Wir werden dort warten. = Budeme tam čekat.
3. Budoucí čas II: (werden + minulý infinitiv): Sie werden das Ticket verloren haben. = Vy jste tu jízdenku asi ztratil.
4. Perfektum: (haben/sein + příčestí minulé): Wir haben dich gesucht. = Hledali jsme tě. Was ist passiert? = Co se stalo?
5. Imperfektum, préteritum: Er sprach vier Sprachen. = Mluvil čtyřmi jazyky.
6. Plusquamperfektum: Niemand wusste, wann das alles geendet hatte. = Nikdo nevěděl, kdy to všechno skončilo. Nachdem ich gekommen war, fing die Feier an. = Poté, co jsem přišel, oslava začala.